# Darius Washington
Darius Myron Washington jr. (Winter Park, 6 dicembre 1985) è un cestista statunitense naturalizzato macedone.

## Carriera
Darius Washington, dopo il periodo di settore giovanile passato negli USA (2004-2006), inizia la carriera da cestista professionista nel 2006 in Europa in Grecia con il Paok Salonicco; la seconda parte della stagione 2006-2007 la disputa in Polonia con il ČEZ Nymburk. La stagione 2007-08 la inizia negli USA prima in NBDL con agli Austin Toros e poi passa in NBA con i San Antonio Spurs; per l'ultima parte di stagione, ritorna in Grecia all'Aris Salonicco. 2008-09 in Russia con l'Ural Great Perm. 2009-10 in Turchia con Galatasaray. Dall'estate del 2010 milita nella Lottomatica Virtus Roma nel ruolo di playmaker/guardia.
Dal 2006 ad oggi, nei vari campionati disputati, ha giocato 136 partite segnando 1.556 punti per una media di 11,44 punti/partita (statistiche aggiornate al 15 maggio 2011)

## Palmarès

### Squadra
- Campionato ceco: 2

ČEZ Nymburk: 2006-07, 2014-15
- Coppa della Repubblica Ceca: 1

ČEZ Nymburk: 2007
- Coppa di Macedonia: 1

Rabotnički: 2019
- Liga Unike: 1

Peja: 2021-22

### Individuale
- McDonald's All-American Game (2004)
- NCAA Final Eight (2006)
- MVP All-Star Game della Repubblica Ceca (2007)